# دار الإسلام (إندونيسيا)
دار الإسلام ويطلق عليها أيضًا دار الإسلام - القوات المسلحة الإسلامية في إندونيسيا كانت جماعة إسلامية ناضلت من أجل إقامة دولة إسلامية في إندونيسيا. تأسست في عام 1942 من قبل مجموعة من الميليشيات الإسلامية، بتنسيق من قبل السياسي المسلم الكاريزمي سيكاراماجي ماريجان كارتوسويرجو. اعترفت المجموعة بالشريعة الإسلامية فقط كمصدر قانوني تشريعي. أنتجت الحركة وفروع مثل الجماعة الإسلامية في جنوب شرق آسيا ونقلتها إلى جماعات دينية غير عنيفة.

## التأسيس
خلال الثورة الوطنية الإندونيسية أسس كارتوسويرجو مجموعته الخاصة من المقاتلين في جاوة الغربية، والتي يطلق عليها حزب الله وسبيل الله. كاحتجاج على اتفاقية رينفيل التي وقعها القادة الإندونيسيون في عام 1948، والتي تنازلت عن جاوة الغربية إلى الهولنديين. أعلن كارتوسويرجو عن دار الإسلام في جاوة الغربية في 7 أغسطس 1949. دار الإسلام لم يحل نفسه بعد نقل السيادة في عام 1949، مما أدى إلى اشتباك مع حكومة الجمهورية الإندونيسية. التحق المتمردون في جنوب سولاويزي بقيادة قائد الجيش عبد القهار مزكار بحركة دار الإسلام عام 1951. في 20 سبتمبر 1953 أعلن داود بوريوه أن آتشيه جزءًا من دولة إندونيسيا الإسلامية (نيجارا إسلام إندونيسيا) تحت قيادة كارتوسويروجو.
ازدهرت الحركة في الخمسينيات بسبب عدم الاستقرار المزمن داخل الحكومة المركزية خلال فترة الديمقراطية الليبرالية. في عام 1957 سيطرت دار الإسلام على ثلث جاوة الغربية وأكثر من 90% من مقاطعتي جنوب سولاويزي وآتشيه حيث كانت الحكومة تسيطر فقط على المدن والبلدات. كان لدى الحركة 15.000 من المسلحين الذين يعملون تحت راية الجيش الإسلامي الإندونيسي. في تلك السنة حاول عملاء دار الإسلام دون جدوى اغتيال سوكارنو بإلقائهم قنابل يدوية عليه خلال إحدى المهام المدرسية في تشيكيني بوسط جاكرتا.

## إعلان دار الإسلام

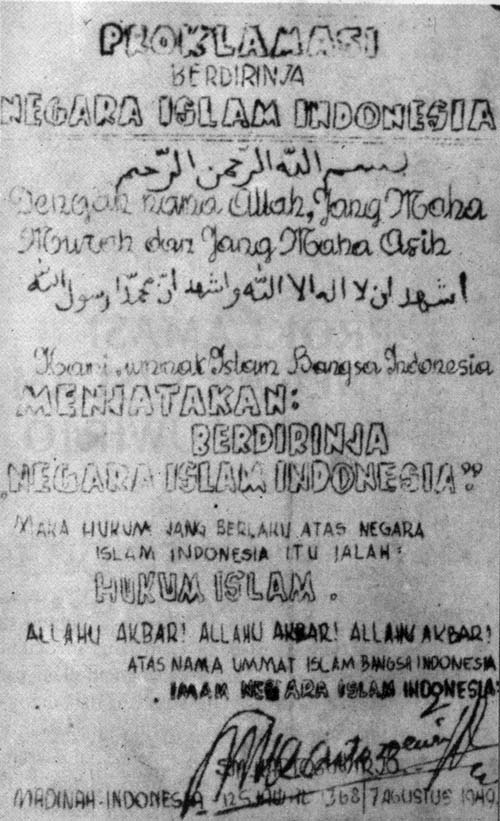
النص الأصلي للإعلان.

### النص المترجم
بسم الله الرحمن الرحيم
لا إِلٰه إِلا الله محمد رسول الله
نحن شعب إندونيسيا المسلم
هذا إعلان
تأسيس «دولة إندونيسيا الإسلامية»
لذلك القانون ساري المفعول في
دولة إندونيسيا الإسلامية هي:
الشريعة الإسلامية
الله أكبر الله أكبر الله أكبر
باسم الأمة الإسلامية في إندونيسيا
إمام بلاد الإسلام في إندونيسيا

## حملة
كان تنفيذ الأحكام العرفية في عام 1957 الذي أعقب إعلان الديمقراطية الموجهة من قبل سوكارنو في عام 1959، بمثابة انعكاس لثروات دار الإسلام. تم سحق فرق دار الإسلام الأصغر الذي كان يعمل في وسط جاوة تحت قيادة أمير فتح من قبل غزاة بانتنغ العقيد أحمد ياني في 1954-1957. اضطرت قوات دار الإسلام في جنوب كاليمانتان بقيادة ابن حجار إلى الاستسلام عام 1959. قُتل أمير فتح في عام 1954 بينما أُعدم ابن حجار في النهاية عام 1962.
أدت ثلاث سنوات من المفاوضات (1959-1962) إلى اتفاق سلام أنهى النزاع في آتشيه، حيث تم استعادة آتشه كمقاطعة تتمتع بالحكم الذاتي مع حقوق خاصة للشريعة الإسلامية. نجح إدخال طريقة فعالة «لسور الساقين» لتطويق مخابئ المتمردين الجبلية في عام 1959 في كسر قبضة المتمردين القوية على المناطق الريفية لجاوة الغربية. في يونيو 1962 تم القبض على كارتوسويرجو في مخبأه لجبل جبر بالقرب من جاروت. في الأسر أصدر كارتوسويرجو أمرًا لجميع أتباعه بالاستسلام، وبعد ذلك تمت محاكمته وإعدامه بسرعة. استسلمت آخر فرقة دار الإسلام في جاوة الغربية في أغسطس 1962. كما ساهمت العمليات العسكرية المتتالية على دار الإسلام في سولاويزي الجنوبية. في فبراير 1965 قُتل قائدها كاهار موزكار في كمين عسكري في الجزء الداخلي من مقاطعة جنوب شرق سولاويزي، مما أنهى تمرد دار الإسلام في إندونيسيا.
مع ذلك، وعلى الرغم من تفكيك المجموعة، استمرت الشبكات السرية. في السبعينيات والثمانينيات كانت هناك حوادث إرهاب «منسوب إلى الجماعة» يعرف باسم كوماندو جهاد. وجد أن القادة المعتقلين من هذه المجموعة ليكونوا من قدامى المحاربين في دار الإسلام.